# Uzjhorod
Uzjhorod (ukrainska: Ужгород uttal (fil); ryska: Ужгород, Uzjgorod; ungerska: Ungvár; tyska: Ungwar) är en stad i västra Ukraina. Den är administrativ huvudort för Zakarpatska oblast och hade 116 556 invånare i början av 2012.
Staden har ett stort och betydelsefullt universitet, en Škodafabrik och ett slott. Eftersom staden endast ligger några kilometer från den slovakiska gränsen, och ca 30 km från den ungerska gränsen, är den ett populärt turistmål.
|                                            | Jan  | Feb  | Mar | Apr  | Maj  | Jun  | Jul  | Aug  | Sep  | Okt  | Nov | Dec  |
| ------------------------------------------ | ---- | ---- | --- | ---- | ---- | ---- | ---- | ---- | ---- | ---- | --- | ---- |
| Normaldygnets maximitemperaturs medelvärde | 1,3  | 3,7  | 9,8 | 16,7 | 22,0 | 24,6 | 26,9 | 26,6 | 21,2 | 15,4 | 8,2 | 2,7  |
| Normaldygnets minimitemperaturs medelvärde | −4,8 | −3,7 | 0,6 | 5,5  | 10,4 | 13,1 | 15,0 | 14,5 | 10,3 | 5,7  | 1,4 | −3,0 |
|                                            |      |      |     |      |      |      |      |      |      |      |     |      |
| Nederbörd                                  | 53   | 50   | 43  | 49   | 74   | 76   | 80   | 74   | 72   | 56   | 57  | 68   |

| Diagram | temperaturer i °C • månadsnederbörd i mm • Källa: Pogoda.ru.netHong Kong Observatory | temperaturer i °C • månadsnederbörd i mm • Källa: Pogoda.ru.netHong Kong Observatory | temperaturer i °C • månadsnederbörd i mm • Källa: Pogoda.ru.netHong Kong Observatory | temperaturer i °C • månadsnederbörd i mm • Källa: Pogoda.ru.netHong Kong Observatory | temperaturer i °C • månadsnederbörd i mm • Källa: Pogoda.ru.netHong Kong Observatory | temperaturer i °C • månadsnederbörd i mm • Källa: Pogoda.ru.netHong Kong Observatory | temperaturer i °C • månadsnederbörd i mm • Källa: Pogoda.ru.netHong Kong Observatory | temperaturer i °C • månadsnederbörd i mm • Källa: Pogoda.ru.netHong Kong Observatory | temperaturer i °C • månadsnederbörd i mm • Källa: Pogoda.ru.netHong Kong Observatory | temperaturer i °C • månadsnederbörd i mm • Källa: Pogoda.ru.netHong Kong Observatory | temperaturer i °C • månadsnederbörd i mm • Källa: Pogoda.ru.netHong Kong Observatory | temperaturer i °C • månadsnederbörd i mm • Källa: Pogoda.ru.netHong Kong Observatory |
|         | 53 1 -5                                                                              | 50 4 -4                                                                              | 43 10 1                                                                              | 49 17 6                                                                              | 74 22 10                                                                             | 76 25 13                                                                             | 80 27 15                                                                             | 74 27 15                                                                             | 72 21 10                                                                             | 56 15 6                                                                              | 57 8 1                                                                               | 68 3 -3                                                                              |